# 104-я танковая дивизия (СССР)
104-я танковая дивизия — воинское соединение Вооружённых Сил СССР в Великой Отечественной войне. 

## История дивизии
Дивизия переформирована 15 июля 1941 года из 9-й танковой дивизии. Первые эшелоны дивизии начали прибывать и разгружаться на станции Кировская (Фаянсовая), недалеко от Брянска, только 11 июля. После разгрузки дивизия собиралась в лесах в районе северо-западнее Кузьминичей, получила некоторое количество танков КВ-1 и Т-34. 19 июля 1941 года оснащение и формирование было закончено.
Дивизия получила приказ нанести контрудар на Ельню, действуя совместно с частями 19-й стрелковой дивизии. Однако на пути к Ельне 19-я стрелковая дивизия понесла большие потери, поэтому 21 июля года штурм города начала 104-я танковая дивизия с одним батальоном 19-й стрелковой дивизии.
В момент ввода в бой танков в дивизию поступил приказ с требованием срочно вывести из боя дивизию и перебазировать её в район Рославля. При выходе из Ельни попала под тяжёлый авиаудар. К утру 23 июля дивизия сосредоточилась в районе Борисовочка, Ковали, поступив в распоряжение ударной группы генерала Качалова; её артиллерийский полк занял оборону на соседнем участке на восточном берегу Десны севернее шоссе Рославль — Москва.
Участвовала в общем наступлении группы в направлении вдоль шоссе Рославль-Смоленск, вела тяжёлые, но в общем успешные, наступательные бои до конца июля 1941 года. 1 августа 1941 года враг прорвал оборону советских частей и к 3 августа завершил окружение ударной группы генерала Качалова. Вместе с дивизией в кольцо попали 149-я стрелковая дивизия и 145-я стрелковая дивизия. 4 августа весь день дивизия ведёт безуспешный бой по выходу из окружения, неся большие потери. 5 августа дивизия начала выход из окружения по иному маршруту, рано утром по лесной дороге на большой скорости вышла к мосту через реку Десну, с ходу смяла охранение немецких частей и без потерь переправилась. Далее она почти без боя шла на восток к своим вдоль шоссе Рославль-Москва и вскоре сосредоточилась на сборном пункте в районе деревни Амур, выведена в резерв, заняла рубеж на восточном берегу Десны. 6 сентября 1941 года переформирована в 145-ю танковую бригаду.

## Полное название
104-я танковая дивизия

## Подчинение
| Дата                   | Фронт (округ)   | Армия      | Корпус (группа) | Примечания                                 |
| ---------------------- | --------------- | ---------- | --------------- | ------------------------------------------ |
| с 11 июля 1941 года    | Западный фронт  |            |                 |                                            |
| с 22 июля 1941 года    | Западный фронт  |            |                 | В составе ударной группы генерала Качалова |
| с 10 августа 1941 года | Резервный фронт | 43-я армия |                 |                                            |

## Состав
- 208-й танковый полк
- 209-й танковый полк
- 104-й мотострелковый полк
- 104-й гаубичный артиллерийский полк (см. 145-я танковая бригада, История бригады)
- 104-й разведывательный батальон
- 104-й отдельный зенитно-артиллерийский дивизион
- 104-й отдельный батальон связи
- 104-й автотранспортный батальон
- 104-й ремонтно-восстановительный батальон
- 104-й понтонно-мостовой батальон
- 9-й медико-санитарный батальон
- 104-я рота регулирования
- 104-й полевой автохлебозавод
- 284-я полевая почтовая станция
- 210-я полевая касса Госбанка

## Укомплектованность
- на 14.07.1941 года — 50 БТ-7М, 19 БТ-5, 3 БТ-2, 136 Т-26 (всего 208), 37 БА-10, 14 БА-20, 50 тракторов С-60, С-65, 327 грузовых, 22 легковых, 77 цистерн, 150 специальных автомашин.
- в период до 06.09.1941 года дополнительно получено — 14 КВ-1, 60 Т-34, 4 Т-40, 20 Т-26, 19 тракторов, 26 грузовых, 4 цистерны, 10 специальных автомашин.

## Командиры
- Бурков, Василий Герасимович (1940-06.09.1941), полковник